# Sadi Carnot (colonel)
Pour les articles homonymes, voir Sadi Carnot et Carnot.
Pour les autres membres de la famille, voir Famille Carnot.
Lazare Hippolyte Sadi Carnot est un colonel et écrivain français, fils du président de la République  Sadi Carnot, né le 27 mai 1865 à Annecy et mort le 20 janvier 1948 à Nolay (Côte-d'Or).

## Biographie
Il entre à l'École spéciale militaire de Saint-Cyr en 1884, promotion de Fou-Tchéou.

Il hérite par sa mère du château de La Rochepot et en est, durant 25 ans, le restaurateur dans le style néogothique.

## Famille
- Claude Carnot (1719-1797), notaire royal
  - Joseph Carnot (1752-1835), jurisconsulte
  - Lazare Carnot (1753-1823), physicien, mathématicien, général et homme politique
    - Sadi Carnot (1796-1832), physicien et ingénieur
    - Hippolyte Carnot (1801-1888), homme politique
      - Sadi Carnot (1837-1894), homme politique + Cécile Carnot (née Dupont-White, 1841-1898)
        - Claire Carnot (1864-1920) + Paul Cunisset-Carnot (1849-1919)
        - Sadi Carnot (1865-1948), colonel et écrivain
        - Ernest Carnot (1866-1955), industriel et homme politique + Marguerite Carnot (née Chiris) (1874-1962), présidente de l'Association des dames françaises
        - François Carnot (1872-1960), ingénieur et homme politique

      - Adolphe Carnot (1839-1920), chimiste, géologue et homme politique
        - Paul Carnot (1869-1957), médecin
        - Jean Carnot (1881-1969), homme politique

  - Claude Marie Carnot (1755-1836), général et homme politique

## Œuvres
- Le Régiment de Lyonnais, 1616-1794, 1929.
- Les Volontaires de la Côte-d'Or, 1942. Prix d'Académie 1943.